# Леонор Кастилска (кралица на Арагон)
Леонор Кастилска е кастилска инфанта и кралица на Арагон чрез брака си с арагонския крал Хайме I Завоевателя.

## Биография

### Произход
Родена е през 1191 година. Дъщеря е на кастилския крал Алфонсо VIII и на английската принцеса Елинор Плантагенет. По майчина линия е внучка на английския крал Хенри II и Елеонор Аквитанска. Леонор е по-малка сестра на кастилската кралица Беренгела I и на френската кралица Бланш Кастилска. Родителите на Леонор умират през 1214, а тя остава в Кастилия и при управлението на брат си Енрике I Кастилски, който умира през 1217.

### Кралица на Арагон
По-късно кралица Беренгела I Кастилска урежда династичен брак между Леонор и арагонския крал Хайме I Завоевателя. Двамата се женят на 6 февруари 1221 г. в Агреда. По това време Леонор Кастилска е на 19 години, а съпругът ѝ току-що е навършил 13. Като част от зестрата на Леонор Хайме I получава градовете Дарока, Епила, Ункастильо и Барбастро. След празненствата двойката пристига в град Тарасона, където младоженецът е почетен с рицарско звание в манастира „Санта Мария де ла Вега“.
Леонор Кастилска ражда на Хайме I Арагонски един син – Алфонсо Арагонски (1222 – 1260). През 1229 г. обаче по искане на арагонския крал бракът му с Леонор Кастилска е анулиран от папа Григорий IX на основание кръвно родство между двамата. През 1234 г. на лична среща в манастира Санта Марие де ла Уерта, на границата между Кастилия и Арагон, кастилският крал Фернандо III Свети – племенник на Леонора, и Хайме I Арагонски се договарят, че докато не се омъжи отново, Леонор ще владее град Ариса и неговия замък, а освен това ще запази всички ценности и бижута, които е придобила по време на престоя си в Арагон. Хайме I се съгласява и да не разделя бившата си съпруга от сина им Алфонсо, който е признат за законнороден наследник на арагонската корона.

### Последни години
След развода си с Хайме I Леонор се оттегля в Кастилия, където заедно със сестра си Беренгела се замонашва в манастира „Санта Мария ла Реал де лас Уелгас“ в Бургос. Там Леонор Кастилска умира през 1244 г.